# Holcim

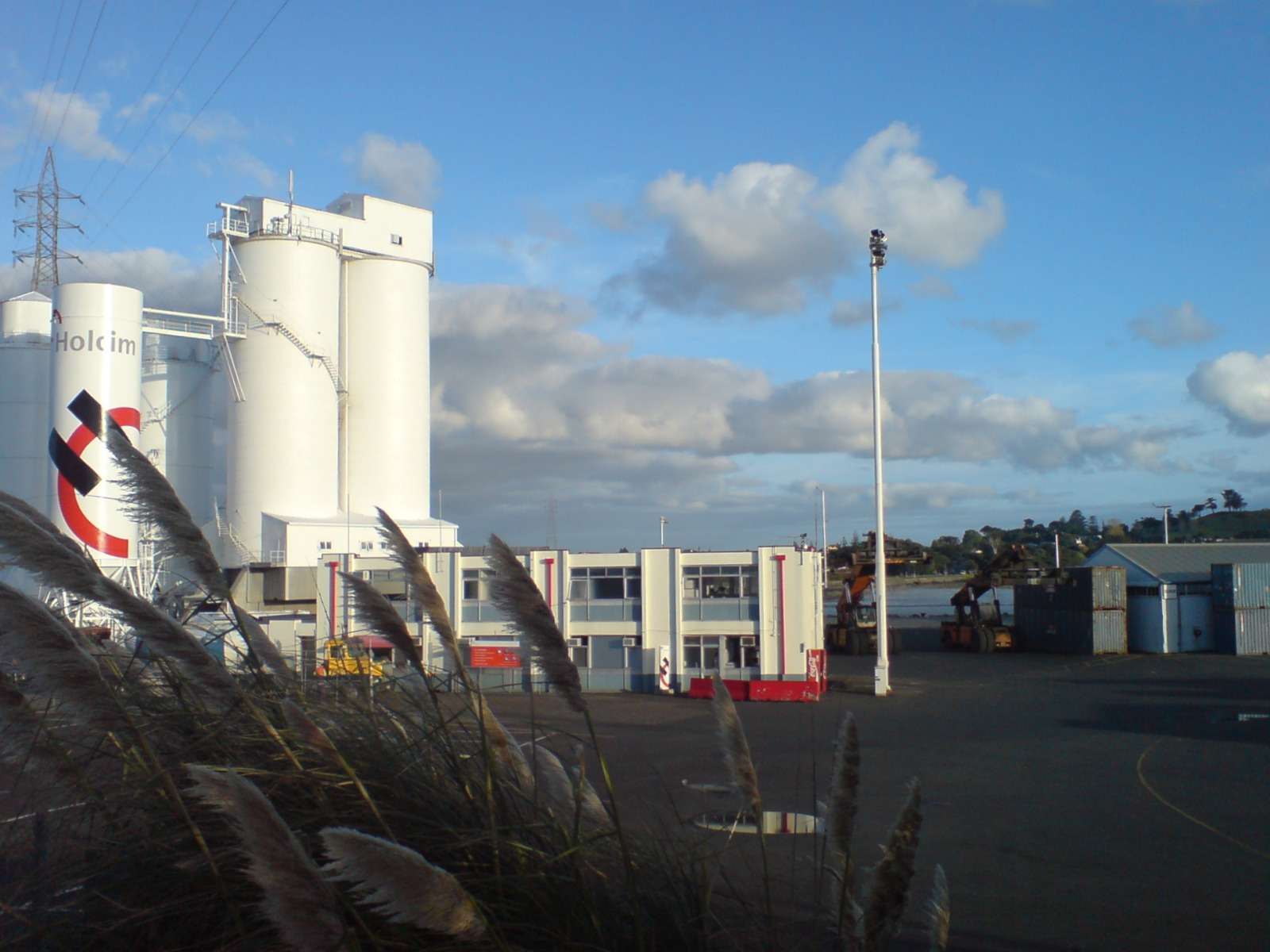
Depósito da Holcim no Porto de Onehunga, Porto de Manukau, Auckland, Nova Zelândia.

Holcim é uma empresa multinacional de origem suíça, estando hoje entre os maiores produtores de cimento e de concreto.

## Grupo Holcim

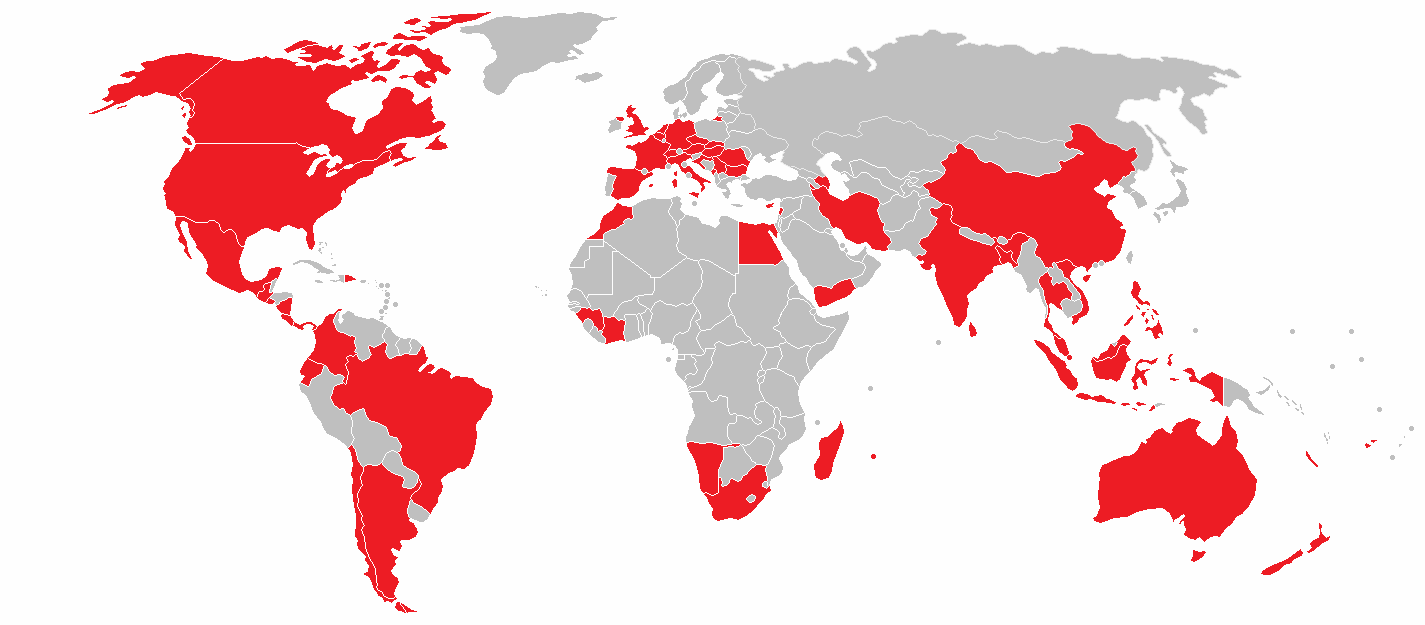
Fábricas ao redor do mundo

A Holcim é uma empresa multinacional que emprega 86,710 (2008) pessoas, com unidades de produção em mais de 70 países. Presente nos mercados de todos os continentes, a Holcim está mais distribuída em termos globais do que qualquer outro grupo de materiais de construção.
Os principais negócios da Holcim incluem a fabricação e distribuição de cimento, bem como a produção, processamento e distribuição de agregados como brita, cascalho, areia, concreto e asfalto. A empresa também oferece consultoria, pesquisa, comercialização, engenharia e outros serviços.

## História no Brasil
Suas atividades no Brasil iniciaram-se em 1951 com a incorporação da Sacomex - Sociedade Extrativa de Calcário Ltda, comprando dois anos depois a fábrica o Cimento Copacabana cuja fábrica situava-se na cidade paulista de Sorocaba.
Posteriormente, a Holcim constrói uma fábrica na cidade mineira de Pedro Leopoldo (1973), que passa funcionar com o nome de Ciminas (Cimento Nacional de Minas S/A), contribuindo para a expansão da produção da empresa na década de 80.

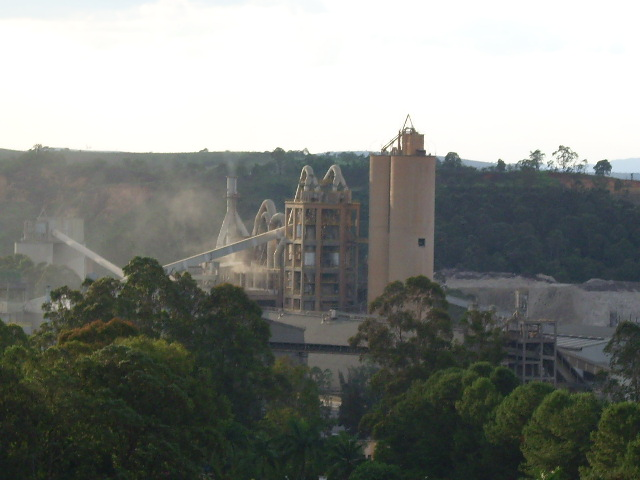
Fabrica de cimento Holcim Brasil S.A. em Barroso, Minas Gerais

Novas aquisições feitas pelo grupo Holderbank (antigo nome da matriz) ocorrem nos anos 1990, após o aquecimento da construção civil ocorrido com o Plano Real, de modo que, em 1996, a ciminas adquire o grupo Cimento Paraíso, com quatro unidades produtoras de cimento, dentre as quais a unidade de Barroso. Também são compradas a Concretex e a Pedreiras Cantareira, sendo que a Ciminas altera a sua denominação para Holdercim.
Em 2002, a Holcim começa a atuar também na cidade fluminense de Cantagalo, ampliando consideravelmente sua produção.
Finalmente, a partir de 25 de março de 2002, a empresa passa a adotar o seu atual nome Holcim, marcando sua presença em mais de 70 países e empregando mais de 90 mil funcionários.
Produz no Brasil a marca Holcim que substituiu as antigas marcas comerciais. A unificação das marcas dos cimentos segue a estratégia mundial do grupo Holcim.